# Тинівка лісова
Тині́вка лісова́ (Prunella modularis) — невеликий птах родини тинівкових ряду горобцеподібних. Мешкає у помірному кліматі Євразії. В Україні гніздовий, перелітний, зимуючий вид.

## Морфологічні ознаки
Птах розміром приблизно з горобця. Маса тіла — 19—20 г, довжина тіла — близько 15 см. Статевий диморфізм не виражений. Дорослий птах зверху рудувато-бурий, з темною смугастістю; покривні пера вух бурі, зі світлими рисками; смуги над очима, горло, шия з боків і спереду, воло і груди сірі; на рудувато-бурих боках тулуба темно-бурі поздовжні смуги; черево і підхвістя білуваті; махові і стернові пера бурі; дзьоб чорний; ноги жовтувато-бурі. Молодий птах строкатіший, особливо знизу; сірий відтінок є лише на голові.

## Поширення
Гніздиться на більшій частині континентальної Європи (за виключенням деяких південних районів Піренейського, Апеннінського та Балканського півостровів і Скандинавії північніше 70° пн. ш.), на східному узбережжі Середземного моря, в Малій Азії, Ірані та на заході Західного Сибіру. За межами материка зустрічається на Британських, Гебридських островах і на Корсиці. У гори піднімається до 2200 м над рівнем моря в швейцарських Альпах, до 2600 м на Кавказі і до 1600 м у Піренеях. Тинівка лісова інтродукована в Новій Зеландії, де зустрічається до 1600 м над рівнем моря.
В Україні гніздиться на заході країни та в горах Криму; мігрує скрізь; зимує в приморських районах.

## Підвиди
Виділяють 8 підвидів
- Prunella modularis hebridium Meinertzhagen, 1934 — Гебридські острови, Ірландія
- Prunella modularis occidentalis (Hartert, 1910) — Британські острови (крім Ірландії), Західна Франція
- Prunella modularis modularis (Linnaeus, 1758) — Північна, Центральна і Східна Європа на південь до Альп і Румунії, Західний Сибір
- Prunella modularis mabbotti Harper, 1919 — Піренейський півострів, Південна і Центральна Франція, Італія і Греція
- Prunella modularis meinertzhageni Harrison & Pateff 1937 — південь колишньої Югославії, Болгарія
- Prunella modularis fuscata Mauersberger, 1971 — гірські райони Криму
- Prunella modularis euxina Watson, 1961 — Північна і Північно-Західна Туреччина
- Prunella modularis obscura (Hablizi, 1783) — Кавказ, Закавказзя, Північний Іран, Північно-Східна Туреччина

## Чисельність
В Європі (яка включає понад 95% гніздового ареалу), гніздова популяція оцінюється 12—26 млн пар та приблизно 36—78 особин В Україні чисельність оцінюють в 24,5—34,5 тис. пар.

## Місця існування
Біотопи дуже різноманітні, але завжди включають густий підлісок. У північній частині ареалу населяють різноманітні ліси з береломом, заростями кущів, часто вздовж річок і струмків. У рівнинних районах Західної Європи часто мешкає в культурному ландшафті: фермах, садах і парках із густою рослинністю. У тундрі та гірській місцевості мешкає в низькорослих лісових масивах і кущах.

## Сезонні переміщення
У залежності від району мешкання, тинівка лісова — перелітний, частково перелітний або осілий вид. У Західній Європі живе переважно осіло, або переміщується на відстань до 30 км. Популяції півночі Німеччини, Польщі, Фінляндії, країн Скандинавії та республік колишнього СРСР мігрують повністю або частково, причому відсоток мігруючих птахів збільшується із заходу на схід. Район зимівель цих птахів включає Середземномор'я на схід від Піренейського півострова, Туреччину, південь України, Північний Кавказ, пониззя Волги, Ізраїль і Північний Іран. Окремі особини досягають навіть Північної Африки. У високогірних районах Кавказу здійснюють вертикальну міграцію — птахи спускаються до берегів Чорного моря.
Під час міграції уникає відкритих просторів, тримається старих лісів і заростей кущів, а за їхньої відсутності — заростей очерету, рогозу або куп хмизу.

## Гніздування

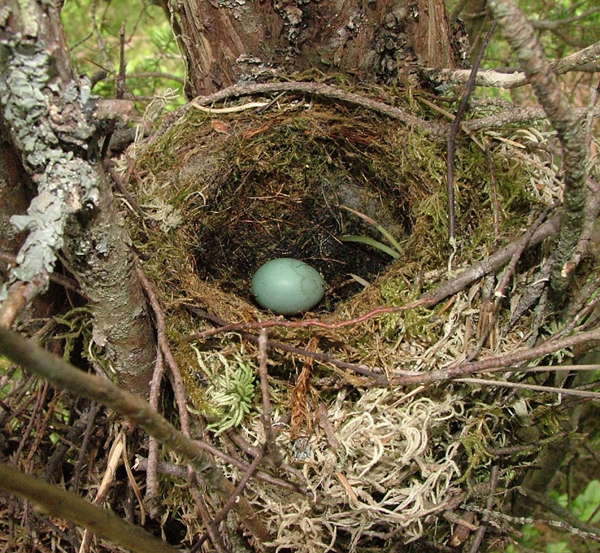
Гніздо с яйцем

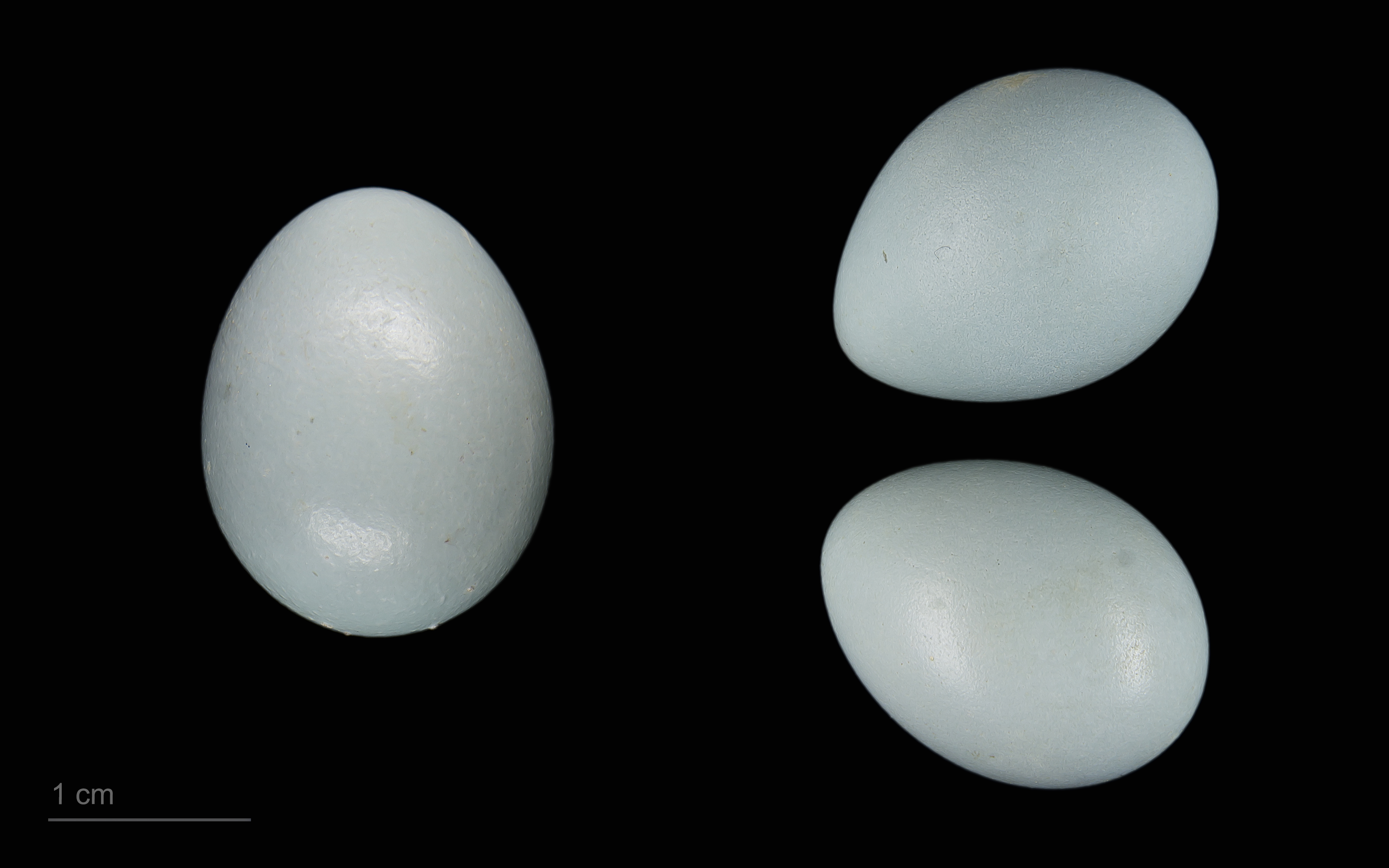
Яйце зозулі звичайної та яйця тинівки лісової (Тулузький музей)

У межах популяцій лісової тинівки існує кілька різних систем взаємовідносин між статями, включаючи моногамію (утворення постійної пари), поліандрію (два або три самця і одна самка), полігінію (один самець і дві самки) і полігінандрію (два або три самця і від двох до чотирьох самок). Встановлено, що самці лісової тинівки мають найбільший репродуктивний успів у випадку полігінії і найменший — у випадку поліандрії. У ході спостережень над 254 птахами було встановлено, що у 42% випадків спостерігали моногамію, у 30% — поліандрію, у 4% — полігінію і у 24% — полігіноандрію
Гніздо добре замасковане, розміщується в невеликій групі ялин, сосен або навіть на поодинокому дереві або на краю масиву підросту. Інколи гніздо влаштовують в густих заростях листяних дерев, кущів, у гілках повалених дереву кущі хмизу. Висота розташування гнізда варіює від 0,4 до 3 м (частіше 1—1,5 м). Воно закріплюється біля стовбура або в розгалуженні гілок 2—3 дерев, часто зламаних та викривлених, що утворюють зручну опору і надійне укриття. Гніздо доволі масивне, складається із значної кількості укладеного, але майже не переплетеного матеріалу. Його основа споруджується з сухих ялинових гілочок, а стінки головним чином із зеленого моху з домішками залишків торішнього листя, шматочків гнилої деревини, лишайників. Лоток частіше за все вистелений спорангієносними частинами зозулиного льону, нерідко волоссям, шерстю, у ньому можуть бути вкраплення пір'я, сухих волотей злаків.
Повна кладка зазвичай складається з 5, рідше з 4 або 6 яєць, у виключних випадках їх може бути 7. Шкаралупа блискуча, блакитно-зеленого кольору.
Гніздовий період розтягнутий. Протягом року два виводки. Перші кладки з'являються у другій половині травня, другі — наприкінці червня — на початку липня. Насиджування триває 11—12 діб.

## Живлення
У період розмноження основу живлення складають різноманітні безхребетні, головним чином комахи і павукоподібні. Споживає жуків (довгоносиків, турунів, пластинчастовусих, листоїдів, стафілінів тощо), павуків, мух, клопів, веснянок, прямокрилих та ін. Споживає випадково також наземних молюсків і дощових червів. Восени, у період дозрівання плодів і насіння, характер живлення змінюється на рослинну їжу. У цей період живиться насінням щавлю, чорниці, кропиви, осоки, сосни, берези тощо. Вживає також ягоди малини і бузини. Взимку охоче відвідує годівнички, поїдаючи хлібні крихти і шматочки сала. Корм майже завжди шукає на землі. Рідко ловить комах на льоту.

## Охорона
Перебуває під охороною Бернської конвенції.

## Галерея

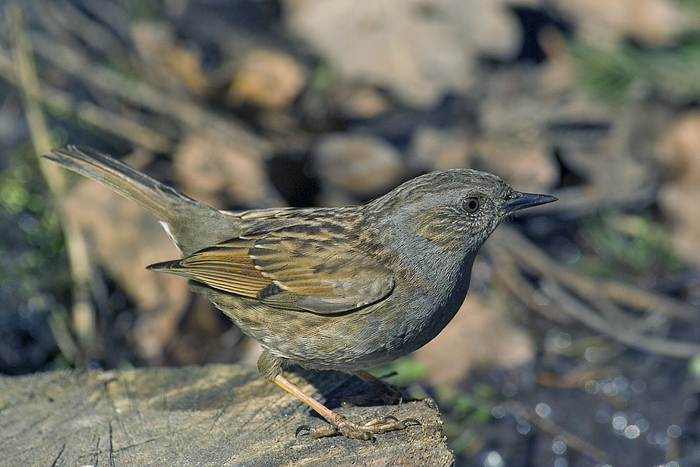
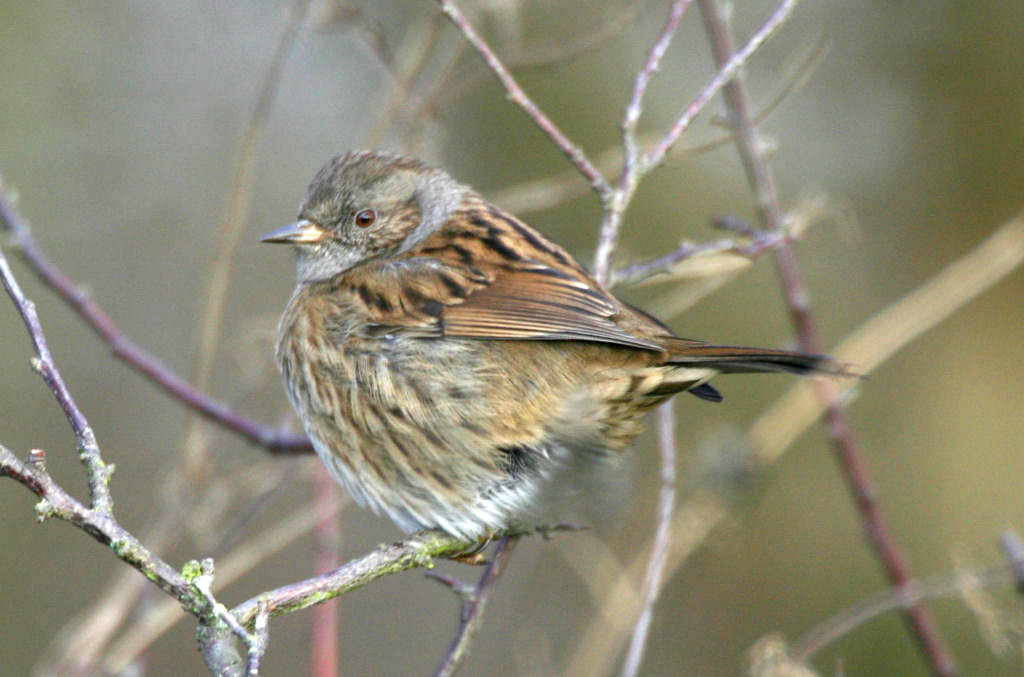
Дорослий птах взимку
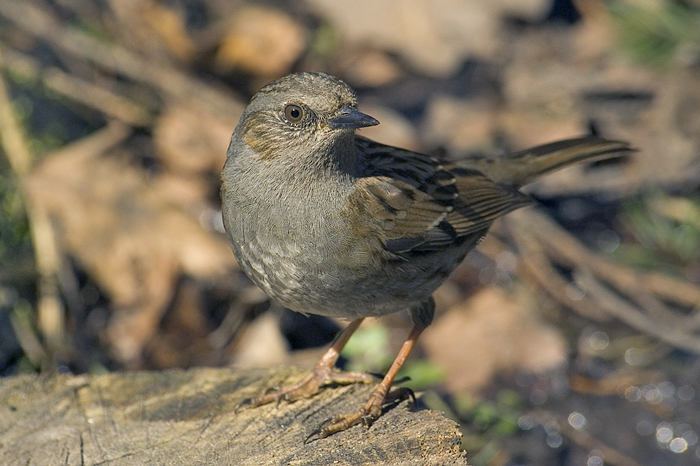
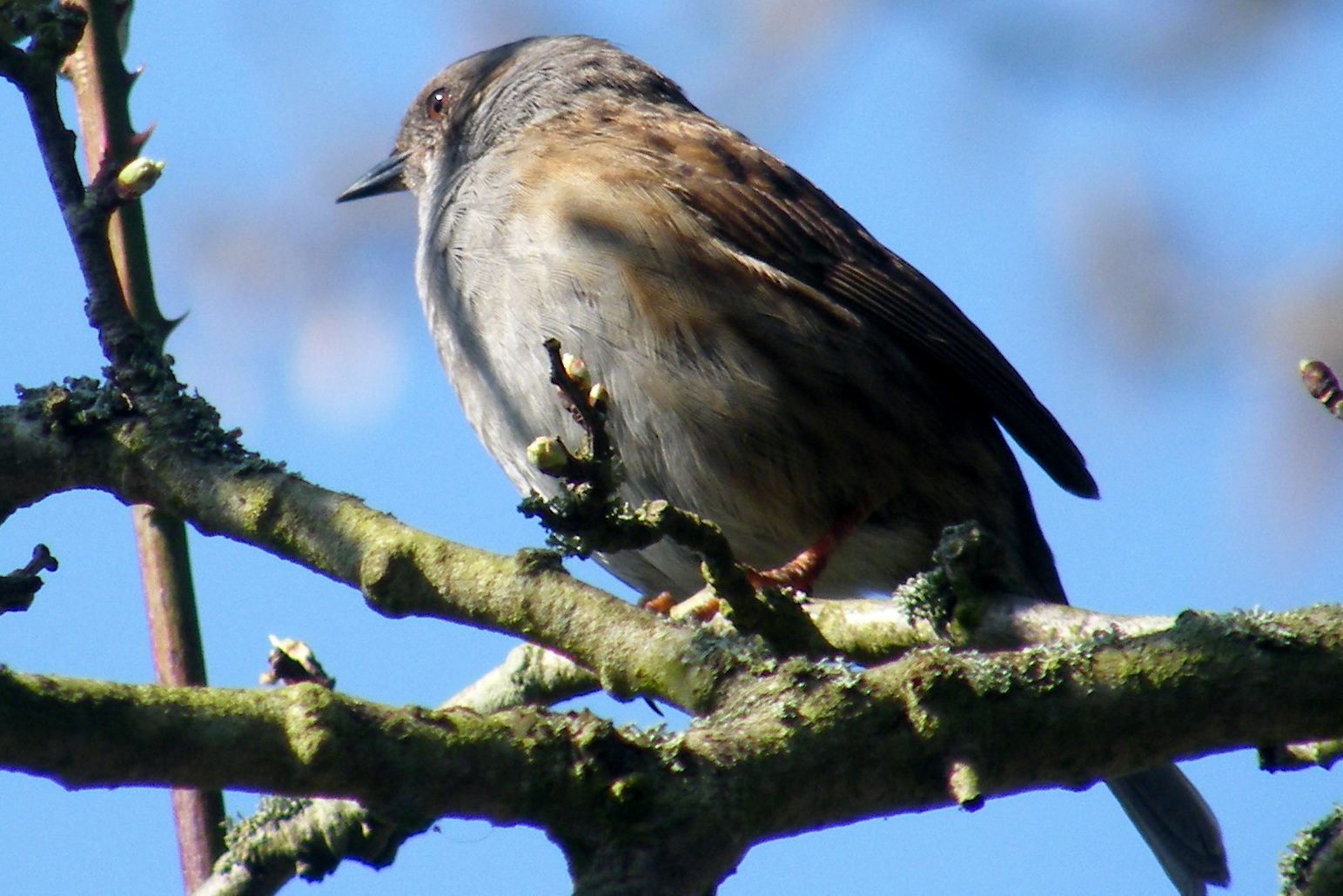
Самка, березень
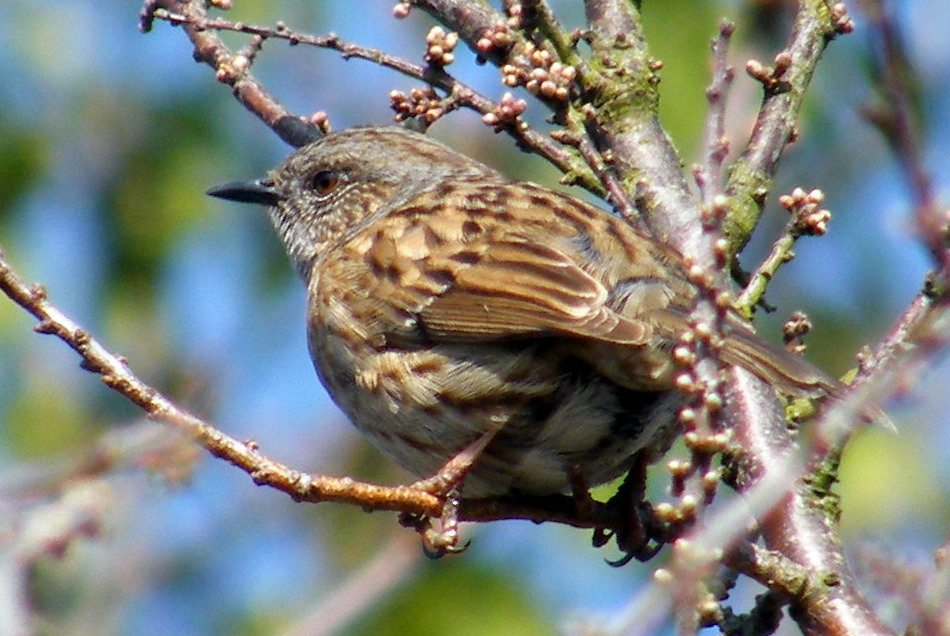
Самець, березень